# Peleteria rustica
Peleteria rustica là một loài ruồi trong họ Tachinidae.